# Краљевина Мађарска
Краљевина Мађарска (мађ. Magyar Királyság) је службени назив који се користио за мађарску државу од 1920. до 1946. године, када је формирана Народна Република Мађарска.

## Име
У Мађарској литератури се за ову краљевину користи назив Magyar Királyság, који се такође користи и за ранију Краљевину Угарску, која је постојала до новембра 1918, када је замењена Мађарском Демократском Републиком, док се у српској, хрватској, чешкој и словачкој литератури називи ове две краљевине разликују, односно за краљевину која је постојала до 1918. године користи се назив „Угарска“ (или "" на словачком), док се за краљевину која је постојала од 1920. до 1946. користи назив „Мађарска“ (или "" на словачком).

## Историја
После повлачења из Мађарске окупационе румунске војске 1920. године, која је ту била да сломи отпор новооснованог комунистичког режима Беле Куна (Béla Kun), Мађарска је ушла у нови хаос и борбу за превласт. Са једне стране су били антикомунисти и монархисти док са друге комунисти, левичари и остали који су се осећали угрожени.
Крајем 1920. године коалиција десно оријентисаних је однела победу и вратила у земљу конститутивну монархију. Избор новог краља је одложен због нестабилног стања у земљи и одлучено је да се у међувремену постави намесник који ће представљати монархију. За намесника (регента) је постављен аустроугарски адмирал и мађарски политичар Миклош Хорти (Horthy Miklós). Противници поретка у новој држави саркастично су исту називали "краљевином без краља на челу са адмиралом без морнарице и мора". 
Чињеница је да је Краљевина Мађарска у периоду од 1920. до 1944. године била држава под намесништвом Миклоша Хортија који је практично са њом сам управљао, а званично замењивао будућег краља. Покушаји задњег угарског краља Карла IV да се врати на престо 1921. били су осујећени претњом ратом од стране суседних држава и недостатком подршке од самог Хортија.
Првих десет година Хортијевог намесништва било је обележено бурним променама у мађарском друштву и социјалним незадовољством. За време премијера Иштвана Бетхлена (István Bethlen), прављене су разне махинације као што је манипулисање изборима, покушај ревизије Трианонског споразума, тако да је незадовољство у народу расло, а економија је пропадала. Најзад, у периоду од 1929. до 1931. године, дошло је до потпуног колапса мађарске економије и то је приморало Бетхлена да поднесе оставку. Економски колапс је, током наредних година, омогућио јачање утицаја Немачке у спољнотрговинској размени и потискивање осталих спољних партнера. Током Другог светског рата краљевина Мађарска (краљевина без краља) се приклонила, стицајем различитих околности, Силама осовине па је уз њихову сагласност учествовала у комадању Чехословачке 1938, те анексији неких делова Словачке и Закарпатске Украјине 1938, анексији Трансилваније те комадању Југославије 1941. чиме је привремено постигнута жељена ревизија Тријанонског споразума . Додуше била је донекле поштеђена од рата, али само  до марта 1944. године када су је окупирале немачке нацистичке снаге (уз подршку домаћих фашистичких одреда- Стреластих Крстова-Њилаша  а кратко време направиле од ње марионетску државу Трећег рајха. То кратко време је било међутим довољно да се и у Мађарској доследно спроведе холокауст, будући да су Јевреји у Мађарској све до тада ипак били толерисани, додуше уз повремене значајне изузетке, нпр приликом масакра у јужној Бачкој 1942.
После Другог светског рата и пораза Сила осовине, Совјетске снаге су окупирале Мађарску и увеле комунистички режим, чиме је престао да се користи назив Краљевина Мађарска и формирана је Народна Република Мађарска.

## Границе
Границе Краљевине Мађарске утврђене су Тријанонским споразум из 1920. године. У Другом светском рату, уз помоћ Хитлерове Немачке, краљевина је проширила своје границе на рачун Чехословачке, Румуније и Југославије, али су после Другог светског рата поново успостављене границе које је одредио Тријанонски споразум. Према одредбама Потсдамске конференције одлучена је колективна депортација дотада бројне немачке мањине, да би на њихова имања били досељени Мађари из Трансилваније-Секељи и Чангоши из Буковине.  